# コルモゴロフ空間
数学の位相空間論関連分野におけるコルモゴロフ空間（コルモゴロフくうかん、英: Kolmogorov space）あるいは T0-空間は、任意の異なる二点に対して少なくともその一方が他方を含まぬ開近傍を持つような位相空間である。この条件は分離公理と呼ばれるものの一種で、T0-分離公理などと呼ばれ、直観的には空間の各点が位相的に識別可能であることを意味する。名称はアンドレイ・コルモゴロフの名に因む。

## 定義
位相空間 X がT0-空間であるとは、X の任意の相異なる二点が位相的に識別可能であるときに言う。即ち、x, y が T0-空間 X の相異なる二点ならば、x または y の一方を含む開集合で、他方を含まないようなものが存在する。
注意点として、位相的に識別可能な点同士は自動的に相異なり、またXの部分集合としての一元集合 {x}, {y} が分離されるならば、 x と y とはXの位相で位相的に識別可能であることが挙げられる。記号的に書けば
「分離される」 ⇒ 「位相的に識別可能」 ⇒ 「相異なる」
となり、位相的に識別可能であるという性質は、一般には相異なるという条件よりも強く、分離されるという条件よりは弱い制約条件であると言える。一方、T0-空間においては後者の矢印の逆が成り立つ。即ち T0-空間において、点の集まりの各点が相異なることとそれらが位相的に識別可能であることとは同値である。このことは、T0-分離公理が、如何にほかの分離公理と鼎立するものであるかということを示している。

## 例と反例
数学を普通に研究していて遭遇する位相空間というのは T0 になっていることが殆どである。特にすべてのハウスドルフ空間 (T2) およびT1-空間は T0 である。

### T0にならない空間
- ひとつより多くの元を持つ集合に密着位相を入れたもの。これはすべての点が位相的に識別不能になる。
- 集合 R2 = R × R に、前者の R の通常の開集合と後者の R との直積集合となっているものを開集合と定めたもの。この位相はつまり、R における通常の位相と密着位相との積位相であり、(a, b) と (a, c) の形の元が位相的に識別不能になる。
- 実数直線 R から複素数平面 C への可測函数 f: R → C で、|f(x)|2 の実数直線全体でのルベーグ積分が有限となるようなもの（自乗ルベーグ可積分函数）全体の成す空間。殆ど至る所一致する二つの函数は位相的に識別不能である。

### T0だが T1でない空間
- 可換環 R の素スペクトル Spec(R) 上のザリスキー位相は必ず T0 になるが一般には T1 でない。このとき、非閉点は極大イデアルでない素イデアルに対応する。これらの概念はスキームの理解において重要である。
- 二つ以上の元を持つ任意の集合上の特定点位相（英語版）（包含点位相）は T0 だが T1 でない。これは特定点が閉点でない（閉包をとると全体空間になってしまう）ことによる。特に重要な例として、集合 {0,1} に特定点位相を入れたものであるシェルピンスキー空間が挙げられる。
- 二つ以上の元を持つ任意の集合上の除外点位相（英語版）は T0 だが T1 でない。実際、除外点が唯一の閉点になる。
- 順序集合上のアレクサンドロフ位相（英語版）は T0 だが、順序が離散順序（つまり恒等関係）でない限り T1 にならない。任意の有限 T0-空間はこの種類であり、また特定点位相と除外点位相はこの特別の場合である。
- 順序集合上の右順序位相はこれと関連する例である。
- 重複区間位相（英語版）も、任意の開集合が 0 を含むから、特定点位相の場合とよく似ている。
- きわめて一般に、位相空間 X が T0 であるための必要十分条件は X 上の特殊化前順序が半順序を成すことである。一方、X が T1 となるのは得られた半順序がさらに離散になるとき、かつそのときに限るので、特に X が T0 だが T1 でないことと、その特殊化前順序が非離散半順序となることとが同値になる。

## T0-空間に対する操作
よくある位相空間の例は大体が T0 である。実際、数学の多くの分野（特に非-T0 な空間が飛び交う解析学）では、非-T0 は後述するような方法で T0-空間に取り換えられるのが普通である。こういった考え方を実感するのに、よく知られた例を挙げる。
自乗可積分函数の空間 L2(R)は、実数直線 R から複素数平面 C への可積分函数 f で |f(x)|2 の実数直線全体に亙るルベーグ積分が有限になるもの全てからなる空間とする。この空間は可測函数 f の積分の平方根をノルム ǁfǁ としてノルム線型空間になる、と言いたいのだけれども問題があって、この「ノルム」だと零値函数以外にも「ノルム」が 0 になるような函数があるので、「ノルム」は本当はノルムではなくて半ノルムにしかならないのである。この問題を取り除く標準的な方法は、空間 L2(R) の元は函数そのものではなくて函数の属する同値類であるとすることである。これは、もともとの半ノルム線型空間から商空間を構成したのであって、得られた商空間がノルム線型空間になるのである。この構成ではいくつものよい性質をもとの半ノルム空間から受け継ぐ（後述）。
一般に、集合 X 上で決まった位相 T を扱う際には、その位相が T0 であった方が便利である。そうでなかった場合に、X のほうは変えずに T には適当に尾ひれを付けて強制的に T が T0 となるようにすることはあまり適当な方法ではない（非-T0 位相が重要な特殊化として得られることが多いことによる）。そこで、位相空間に対して定められる様々な条件について、その T0 版と非-T0 版の両方を理解することが重要になる。

## コルモゴロフ商
点の間の位相的不可識別性は位相空間における同値関係を与える。どのような位相空間 X を考えるかに依らず、この同値関係で割って得られる商位相空間は常に T0 になり、この商空間は X のコルモゴロフ商 (Kolmogorov quotient) と呼ばれ、KQ(X) で表される。もちろん、もともとの X がそもそも T0 であったならば、KQ(X) と X とは自然 同相になる。圏論的に述べれば、コルモゴロフ空間の圏は位相空間の圏の反射的部分圏であり、コルモゴロフ商はその反射子である。
二つの位相空間 X, Y がコルモゴロフ同値であるとは、それらのコルモゴロフ商が同相となることを言う。位相空間に対する多くの性質が、このコルモゴロフ同値関係で保たれる（つまり、コルモゴロフ同値な X と Y について、X がそういった性質を満たすことと Y が同性質を満たすこととが同値になる）。他方、位相空間における別の性質は T0-性を含意する（つまり、空間 X がその性質を持つならば X は T0 でなければならない）ものが大半であって、わずかに（離散空間であるという性質のような）いくつかの性質がこの経験則の例外となっているばかりである。さらに良いことは、位相空間の上に定義される多くの構造が X と KQ(X) の間で翻訳することができる。というわけで、ある種の性質や構造を備えた非-T0 な位相空間があったならば、普通は同じ性質や構造を持った T0 な位相空間をコルモゴロフ商をとることで作れるのである。
先に挙げた L2(R) の例もこの特徴を備えている。位相的な観点でいえば、この例でもととした半ノルム線型空間にはたくさんの余計な構造が入っている（例えば、ベクトル空間の構造や、半ノルムおよびそれが定める（位相と両立する）擬距離や一様構造など）し、それらの構造が持つ様々な性質（例えば半ノルムが中線定理を満たすことや、一様構造が完備であることなど）も持っているのだが、この半ノルム線型空間が T0 でないことは殆ど至る所等しい二つの可測函数が位相的に識別不能だからなのであって、そのコルモゴロフ商（つまり実際の L2(R)）は先ほど述べた余分な性質や構造はそのまま保って「中線定理を満たす完備半ノルム空間」となり、それだけではなくていまや T0 であるという性質が加わるのである。半ノルムがノルムとなる必要十分条件は考えている位相が T0 となることであったから、L2(R) は実際に「中線定理を満たす完備ノルム空間」（ヒルベルト空間と呼ばれる）になる。そして、数学（や量子力学などの物理学）が一般に扱うのは、このヒルベルト空間についてである、というわけである。さてこの例において記号 L2(R) が、この記号が示唆するところの自乗可積分函数そのものの成す空間ではなくて、可積分函数の同値類の成す空間であるところのコルモゴロフ商を指しているのが普通である、ということに注意されたい。

## 非 T0-版の概念
ノルムがまず歴史的に定義されていた一方で、半ノルムの定義というのはノルムの非-T0 版の一種としてうまく定式化されたものである。一般に、位相空間の「性質」と「構造」の双方に対してその 非-T0 版を考えることができるが、まずはハウスドルフであるという性質を例にとって「性質」の場合について述べる。ハウスドルフであるという性質に対して新たな性質を、位相空間 X がその新たな性質を満足するというのを、コルモゴロフ商 KQ(X) がハウスドルフであることと定義することができる。今作ったこの性質は（あまり有名ではないものの）顕著な概念で、この場合 X は前正則と呼ばれる位相空間である（別にもっと直接的な前正則性の定義もあるのだが）。他方、「構造」の場合について距離構造を例にとって述べれば、位相空間 X 上の新たな構造を例えば簡単に KQ(X) 上の距離函数となるものとして入れることができる。今得られた構造もまた顕著な構造で、これは X 上の擬距離函数を定める（これもやはりもっと直接的な定義がある概念である）。
コルモゴロフ商を考えるこのやり方だと、考えたい性質や構造から T0-性の要求を自然に取り除ける。T0 であるような空間は一般には容易に調べられるものであるし、この方法で T0 でないことを許した構造の全体像をつかむことも容易化することができる。つまり、T0 の要求はコルモゴロフ商の概念を用いて自由につけたり外したりできるということである。